# كيري كارتر
كيري كارتر هو لاعب كرة قدم أمريكية ولاعب كرة القدم الكندية كندي، ولد في 19 ديسمبر 1980 في تورونتو في كندا.